# Firestarter (film 2022)
Firestarter è un film del 2022 diretto da Keith Thomas, tratto dall'omonimo romanzo di Stephen King.
Si tratta di un remake del primo adattamento cinematografico del romanzo, prodotto nel 1984, diretto da Mark L. Lester e che in Italia è stato distribuito col titolo Fenomeni paranormali incontrollabili.

## Trama
I coniugi Andy e Vicky McGee cercano di proteggere da un'agenzia federale la figlia Charlie, la quale ha il potere di generare il fuoco solamente con la forza del pensiero.

## Distribuzione

### Data di uscita
Il film è stato distribuito nelle sale cinematografiche italiane a partire dal 12 maggio 2022.

### Divieti
Negli Stati Uniti d'America la MPAA ha classificato il film come vietato ai minori di 17 anni non accompagnati da un adulto per scene contenenti violenza.

### Edizione italiana
La direzione del doppiaggio e i dialoghi italiani sono curati da Roberto Gammino per conto della CDC Sefit Group che si è occupata anche della sonorizzazione.

## Accoglienza

### Incassi
Il film ha incassato un totale mondiale di 15039250 $.

### Critica
Il film è stato stroncato dalla critica. Sull'aggregatore di recensioni Rotten Tomatoes la pellicola riceve il 10% delle recensioni professionali positive con un voto medio di 3,1 su 10 basato su 159 recensioni, mentre su Metacritic ha un punteggio di 32 su 100 basato su 29 recensioni.
Ai Razzie Awards 2022, la Armstrong è stata nominata per la Peggior attrice protagonista, ma la candidatura è stata annullata a seguito delle polemiche sulla sua giovane età.